# Contea di Jones (Carolina del Nord)
La contea di Jones in inglese Jones County è una contea dello Stato della Carolina del Nord, negli Stati Uniti. La popolazione al censimento del 2000 era di 10 381 abitanti. Il capoluogo di contea è Trenton.